# László Bodrogi
László Bodrogi (nascido em 11 de dezembro de 1976) é um ex-ciclista francês que competiu no ciclismo nos Jogos Olímpicos de Verão de 1996, 2004 e 2008, representando a Hungria.